# Alena Zavarzina
Alena Igorevna Zavarzina (Novosibirsk, 27 de maio de 1989) é uma snowboarder russo, ela é esposa do campeão olimpico Vic Wild.
Alena Zavarzina foi medalhista de bronze do slalom gigante paralelo nos Jogos Olímpicos de Inverno de 2014 em Sóchi.